# Thomas Schreyer
Thomas Schreyer (* 1966 in Hildesheim) ist ein deutscher Schauspieler, Dozent und Coach.

## Leben
Schreyer absolvierte seine Schauspielausbildung von 1989 bis 1993 an der Hochschule für Musik und Darstellende Kunst in Hamburg. Außerdem machte er eine vierjährige Stimm- und Sprechausbildung.
Er hatte zahlreiche Theaterengagements, u. a. am Schauspielhaus Zürich (1993), am Carrousel theater in Berlin (1993–1995), am Staatstheater Saarbrücken (1995–2001), am Ernst-Deutsch-Theater Hamburg, am Staatstheater Karlsruhe (2002) und bei den Burgfestspielen Jagsthausen (2003). In Jagsthausen trat er als Tempelherr in Nathan der Weise auf und „überzeugte auf der ganzen Linie“. 2005 spielte er diese Rolle unter der Regie von Hanfried Schüttler auch in einer Produktion des Hannoveraner Tournee-Theaters „Thepiskarren“, mit Günter Mack (Nathan) und Hannelore Zeppenfeld (Daja) als Partnern und stellte „einen wunderbar verblendeten, linkischen und verklemmten“ Tempelherrn dar. 2004 unternahm er eine Theatertournee mit der Konzertdirektion Landgraf. 2005 spielte er in einer Tourneeproduktion der Theatergastspiele Kempf, alternierend mit Siemen Rühaak, den Brick in Die Katze auf dem heißen Blechdach (Regie: Celino Bleiweiß).
In der Spielzeit 2008/09 trat er als Gast am Theater Chemnitz auf; er war der Prinz in Die schmutzigen Hände. In der Spielzeit 2010/11 gastierte er am Schlosstheater Celle als Graf Wetter vom Strahl in Das Käthchen von Heilbronn und als Stanley Kowalski in Endstation Sehnsucht.
Von 2011 bis zum Ende der Spielzeit 2014/15 war er fest am Theater Lübeck engagiert. Dort trat er u. a. als Cléante in Tartuffe (Premiere: Spielzeit 2011/12), als Lewin in Anna Karenina (Premiere: Spielzeit 2011/12), in der Titelrolle von Onkel Wanja (Premiere: Spielzeit 2012/13), als Tom Buchanan in Der große Gatsby (Premiere: Spielzeit 2014/15), als Doktor Rank in Nora (Premiere: Spielzeit 2014/15) und als Gregor in Peter Handkes Theaterstück Immer noch Sturm (u. a. in der Spielzeit 2014/15) auf. Außerdem übernahm er im Februar 2014 die Rolle von Thomas Mann bei einer szenischen Lesung über die schwierige Beziehung der Brüder Thomas und Heinrich Mann im Lübecker Buddenbrookhaus. In der Spielzeit 2016/17 war er am Stadttheater Bremerhaven engagiert.
Schreyer wirkte außerdem in verschiedenen Fernsehproduktionen mit. In der ZDF-Fernsehreihe Inga Lindström war er 2005 in einer Nebenrolle zu sehen; er spielte Carl Bergdahl, den Bruder der männlichen Hauptfigur Patrick Bergdahl (Simon Verhoeven).
In der Fernsehserie Um Himmels Willen hatte er 2005 eine Episodenrolle an der Seite von Alexandra Kamp und Jutta Speidel; er spielte Thomas Marschall, den Chauffeur und heimlichen Freund eines berühmten Filmstars.
Seit 1998 ist Schreyer als Einzelcoach für Schauspieler tätig. Außerdem erwarb er mehrere Zusatzqualifikationen im Gesundheitsbereich und arbeitet seit 2003 auch als Ausbilder im sport- und gesundheitspädagogischen Bereich. Er ist mittlerweile hauptsächlich als Stimmcoach und Trainer tätig.

## Filmografie (Auswahl)
- 2005: Um Himmels Willen: Traumfrau (Fernsehserie, Episodenrolle)
- 2005: Inga Lindström: Im Sommerhaus (Fernsehreihe)
- 2006: Unser Charly: Portugiesische Träume (Fernsehserie, Episodenrolle)
- 2006: M.E.T.R.O. – Ein Team auf Leben und Tod: Unbekanntes Gift (Fernsehserie, Episodenrolle)